# Morarano (Ambatolampy)
Morarano – gmina na Madagaskarze, w regionie Vakinankaratra, w dystrykcie Ambatolampy. W 2001 roku zamieszkana była przez 9 023 osób. Siedzibę administracyjną stanowi miejscowość Morarano.